# Zöe Franklin
Pour les articles homonymes, voir Franklin.
Zöe Franklin est une femme politique britannique. Membre des Libéraux-démocrates, elle est députée de la circonscription de Guildford depuis 2024.

## Biographie

### Jeunesse et études
Zöe Franklin grandit à Farnham. Elle obtient un Bachelor of Music de l'université de Surrey en 2002 et une maîtrise en musicologie de l'université de Southampton en 2005.

### Carrière politique
Zöe Franklin est sélectionnée comme candidate par le parti libéral-démocrate dans la circonscription de Guildford, lors des élections générales de 2017. Elle arrive deuxième derrière Anne Milton, députée conservatrice qui occupe le siège depuis qu'elle l'a repris aux Libéraux-démocrates en 2005[réf. souhaitée].
Elle se présente une deuxième fois en 2019, toujours sous l'étiquette des Libéraux-démocrates, et obtient 12,9 % des voix, dans un contexte de large majorité conservatrice à l'échelle nationale[réf. souhaitée].
Zöe Franklin remporte le siège aux élections générales de 2024 avec une avance de 17,5 points et de 8 500 voix. Elle est la quatrième femme successive à occuper ce siège et la première représentante libérale-démocrate depuis 2001, après avoir battu Angela Richardson.

## Vie personnelle
Zöe Franklin vit à Guildford avec son mari Chris et leurs deux enfants,